# Kudlativka, Kaluș
Kudlativka (în ucraineană Кудлатівка) este un sat în comuna Perevozeț din raionul Kaluș, regiunea Ivano-Frankivsk, Ucraina.

## Demografie
Componența lingvistică a localității Kudlativka
     Ucraineană (99,78%)
     Alte limbi (0,22%)
Conform recensământului din 2001, majoritatea populației localității Kudlativka era vorbitoare de ucraineană (99,78%), existând în minoritate și vorbitori de alte limbi.